# أبو الحسين النوري
أبو الحسين أحمد بن محمد البغوي النوري، المعروف بـ «ابن البغوي»، أحد علماء أهل السنة والجماعة ومن أعلام التصوف السني في القرن الثالث الهجري، بغدادي المنشأ والمولد، خراساني الأصل من قرية بين هراة ومرو الروذ، يقال لها «بغشور». صحب سري السقطي، وأحمد بن أبي الحواري، ومحمد بن علي القصاب، وكان من أقران الجنيد. وصفه أبو عبد الرحمن السلمي بأنه «من أجل مشايخ القوم وعلمائهم، لم يكن في وقته أحسن طريقة منه، ولا ألطف كلاماً». وقال عنه الجنيد: منذ مات النوري لم يُخْبِر عن حقيقة الصدق أحد. وقال أبو أحمد المغازلي: «ما رأيت أعبد من النوري، قيل: ولا الجنيد؟ قال: ولا الجنيد».

## ولادته وحياته
ولد أبو الحسين النوري في بغداد وبها نشأ، وكان دائم الذكر كثير الصلاة والصيام، ويجالس الصالحين، وأخذ عنهم آداب الذكر، والتجرد إلى الله، وأرتفع شأنه بين الناس وأحبوه، قيل كان يخرج كلَّ يوم من داره، ويحمل الخبز معه، ثم يتصدق به في الطريق، ويدخل مسجدًا يصلي فيه إلى قريب من الظهر؛ ثم يخرج منه ويفتح باب حانوته، ويصوم، فكان أهله يتوهمون أنه يأكل في السوق، وأهل السوق يتوهمون أنه يأكل في بيته، وبقي على هذا في ابتدائه عشرين سنة.

## من أقواله
- قال الخالدي: سمعت النوري ينشد لنفسه:

- التصوف ترك كل حظ للنفس.[3]
- أعز الأشياء في زماننا شيئان: عالم يعمل بعلمه، وعارف ينطق عن حقيقة.[3]
- من رأيته يدعي مع الله حالة تخرجه عن حد العلم الشرعي فلا تقربن منه.[4]
- من عقل الأشياء بالله، فرجوعه في كل شيء إلى الله.[1]

## وفاته
توفي النوري عام 295 هـ الموافق عام 907 م.
ودفن في بغداد ويوجد قبره في «تكية النوري»، وتقع هذهِ التكية في زقاق داخل سوق الأعظمية، والمسماة حاليا (بتكية الطريقة العلية القادرية الكسنزانية).